# Aeroporto da Horta
Luchthaven Horta (Portugees: Aeroporto da Horta) (IATA: HOR, ICAO: LPHR), is een kleine luchthaven nabij het dorpje Horta op het eiland Faial, Azoren, Portugal. Het vliegveld ligt aan de zuidoostelijke kust van Faial en het ligt ongeveer 10 kilometer verwijderd van Horta.
Het vliegveld heeft één startbaan van 1700 meter lang, en twee gates.
Momenteel is de Azoraanse luchtvaartmaatschappij SATA Air Açores de enige gebruiker van de luchthaven.